# Burgersova rovnice
Burgersova rovnice je jednou ze základních parciálních diferenciálních rovnic mechaniky tekutin. Objevuje se v mnoha partiích aplikované matematiky, jako je například dynamika plynů a modelování dopravního toku. Rovnice je pojmenována po J. M. Burgersovi (1895–1981). Je ekvivalentní Navierově–Stokesově rovnici pro nestlačitelný tok bez tlakového členu.
Pro danou rychlost {\displaystyle u} and koeficient vazkosti {\displaystyle \nu } je obecný tvar jednorozměrné Burgersovy rovnice (rovněž známé pod pojmem vazká Burgesova rovnice) tvaru:
{\displaystyle {\frac {\partial u}{\partial t}}+u{\frac {\partial u}{\partial x}}=\nu {\frac {\partial ^{2}u}{\partial x^{2}}}}.
Je-li {\displaystyle \nu =0}, Burgersova rovnice se stává nevazkou Burgersovou rovnicí:
{\displaystyle {\frac {\partial u}{\partial t}}+u{\frac {\partial u}{\partial x}}=0,}
což je jeden z typů rovnic, v jejichž řešení se mohou vyskytnout nespojitosti (rázové vlny). Předešlá rovnice je advekční formou Burgersovy rovnice. Konzervativní forma je tvaru:
{\displaystyle {\frac {\partial u}{\partial t}}+{\frac {1}{2}}{\frac {\partial }{\partial x}}{\big (}u^{2}{\big )}=0.}

## Řešení

### Nevazká Burgersova rovnice
Nevazká Burgersova rovnice je parciální diferenciální rovnicí prvního řádu. Její řešení může být zkonstruováno pomocí metody charakteristik. Tato metoda říká, že pokud je {\displaystyle X(t)} řešením obyčejné diferenciální rovnice
{\displaystyle {\frac {\mathrm {d} X(t)}{\mathrm {d} t}}=u[X(t),t],}
pak
{\displaystyle U(t):=u[X(t),t]}
je konstantní vzhledem k {\displaystyle t}. Tudíž {\displaystyle [X(t),U(t)]} je řešením soustavy obyčených diferenciálních rovnic:
{\displaystyle {\frac {\mathrm {d} X}{\mathrm {d} t}}=U,}
{\displaystyle {\frac {\mathrm {d} U}{\mathrm {d} t}}=0.}
Řešení této soustavy je vyjádřeno pomocí počáteční hodnoty výrazem:
{\displaystyle \displaystyle X(t)=X(0)+tU(0),}
{\displaystyle \displaystyle U(t)=U(0).}
Při substituci {\displaystyle X(0)=\eta }, kdy platí {\displaystyle U(0)=u[X(0),0]=u(\eta ,0)}, můžeme zapsat soustavu ve tvaru
{\displaystyle \displaystyle X(t)=\eta +tu(\eta ,0)}
{\displaystyle \displaystyle U(t)=U(0).}
Celkově:
{\displaystyle \displaystyle u(\eta ,0)=U(0)=U(t)=u[X(t),t]=u[\eta +tu(\eta ,0),t].}
Toto je implicitní vztah určující řešení nevazké Burgesovy rovnice za předpokladu, že se jednotlivé charakteristiky vzájemně neprotínají. Pokud k průniku charakteristik dojde, pak neexistuje klasické řešení rovnice.

### Vazká Burgersova rovnice
Vazká Burgersova rovnice může být linearizována Coleovou–Hopfovou transformací 
{\displaystyle u=-2\nu {\frac {1}{\phi }}{\frac {\partial \phi }{\partial x}},}
z čehož dostáváme rovnici tvaru
{\displaystyle {\frac {\partial }{\partial x}}{\Bigl (}{\frac {1}{\phi }}{\frac {\partial \phi }{\partial t}}{\Bigr )}=\nu {\frac {\partial }{\partial x}}{\Bigl (}{\frac {1}{\phi }}{\frac {\partial ^{2}\phi }{\partial x^{2}}}{\Bigr )},}
která může být přepsána jako
{\displaystyle {\frac {\partial \phi }{\partial t}}=\nu {\frac {\partial ^{2}\phi }{\partial x^{2}}}+f(t)\phi ,}
kde {\displaystyle f(t)} je libovolná funkce. Pokud poslední člen vymizí, obdržíme difuzní rovnici
{\displaystyle {\frac {\partial \phi }{\partial t}}=\nu {\frac {\partial ^{2}\phi }{\partial x^{2}}}.}
Můžeme tedy řešit počáteční úlohu:
{\displaystyle u(x,t)=-2\nu {\frac {\partial }{\partial x}}\ln {\Bigl \{}(4\pi \nu t)^{-1/2}\int _{-\infty }^{\infty }\exp {\Bigl [}-{\frac {(x-x')^{2}}{4\nu t}}-{\frac {1}{2\nu }}\int _{0}^{x'}u(x'',0)\mathrm {d} x''{\Bigr ]}\mathrm {d} x'{\Bigr \}}.}